# Jarosław Kaczyński

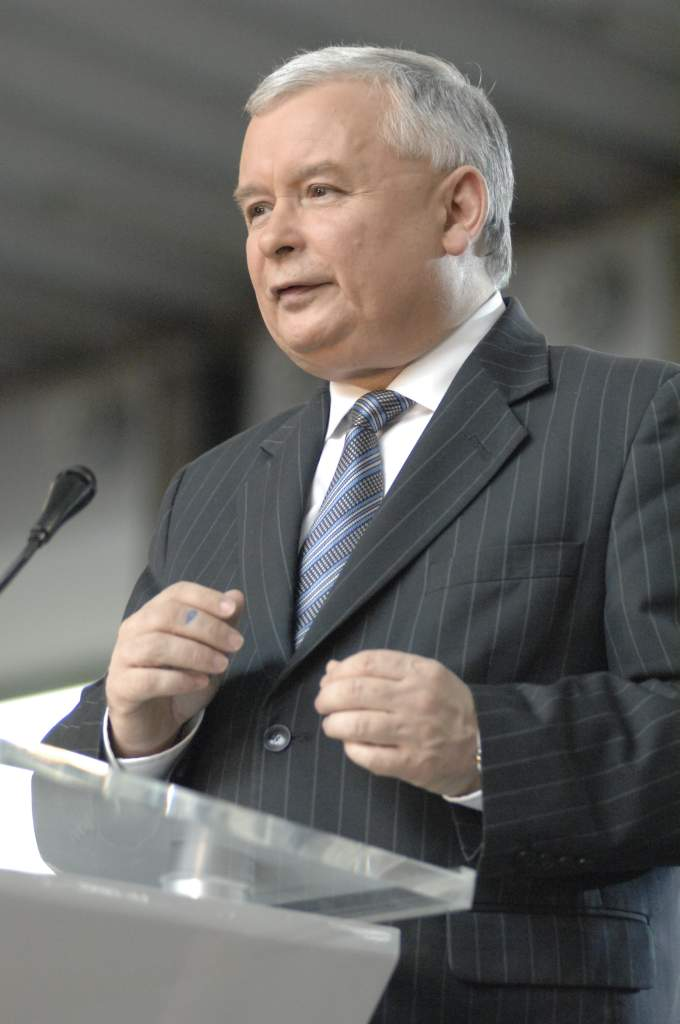
Jarosław Kaczyński

Jarosław Aleksander Kaczyńskiⓘ (Warschau, 18 juni 1949) is een Pools politicus. Van 14 juli 2006 tot 9 november 2007 was hij premier van Polen. Hij is tevens de tweelingbroer van de op 10 april 2010 verongelukte president van Polen, Lech Kaczyński.

## Voor de omwenteling
Jarosław Aleksander Kaczyński en zijn tweelingbroer Lech werden in Warschau geboren als zoons van Rajmund Kaczyński, ingenieur, voormalig deelnemer aan de Opstand van Warschau en voormalig verzetsstrijder in de Armia Krajowa, en Jadwiga Jasiewicz, poloniste en medewerkster van de Poolse Academie van Wetenschappen. Op dertienjarige leeftijd verwierven de gebroeders Kaczyński landelijke bekendheid toen ze samen de hoofdrollen speelden in de kinderfilm "O dwóch takich, co ukradli księżyc" ("Die twee die de maan gestolen hebben") uit 1962. Zij gingen samen naar school en van 1967 tot 1971 studeerden zij samen rechten aan de Universiteit van Warschau. In tegenstelling tot zijn broer Lech is Jarosław altijd vrijgezel gebleven; hij woonde met zijn moeder in Warschau, die in 2013 overleed.
Op 8 december 1976 behaalde Jarosław Kaczyński zijn doctoraat in de rechten. In de jaren 1971-1981 was hij werkzaam als wetenschappelijk medewerker aan onder meer de Universiteit van Warschau. In dezelfde periode werkte hij samen met het Comité ter Verdediging van Arbeiders (KOR) en in 1979 werd hij redacteur van het oppositionele maandblad Głos. In 1980 werd hij lid van het Vrije Vakverbond "Solidariteit", waar hij leiding gaf aan de juridische afdeling van de regio Mazowsze.
Tijdens de staat van beleg (1981-1983) zat Kaczyński in tegenstelling tot veel andere leden van Solidariteit niet geïnterneerd; op 17 december 1981 was hij weliswaar gearresteerd, maar enkele uren later weer vrijgelaten. Later hield hij zich bezig met de distributie van ondergrondse tijdschriften en in 1982 ging hij samenwerken met het Helsinki-Comité. In 1986 kwam hij aan het hoofd te staan van het sociaal-politiek bureau van het ondergrondse bestuur van Solidariteit. Tijdens de Rondetafelbesprekingen van de eerste helft van 1989 was hij lid van de werkgroep voor politieke hervormingen. In juli en augustus van dat jaar was hij een van de onderhandelaars van Solidariteit die tot taak hadden een coalitieregering te vormen met de destijds nog tot het communistische blok behorende partijen SD en ZSL. Bij de eerste gedeeltelijk vrije verkiezingen van 1989 werd hij gekozen in de Senaat als lid van de fractie van Solidariteit. In de jaren 1989-1990 was Kaczyński bovendien hoofdredacteur van het Weekblad "Solidariteit" (Tygodnik "Solidarność").

## De jaren 90
In maart 1990 was Jarosław Kaczyński een van de oprichters van de Centrumalliantie (Porozumienie Centrum, PC), een christendemocratische partij die in eerste instantie als doel had als politieke basis te dienen voor Lech Wałęsa in de presidentsverkiezingen van 1990. Nadat Wałęsa deze had gewonnen, werd Kaczyński hoofd van de presidentiële kanselarij. Hij verliet deze functie echter in 1991 na een conflict met de president en sindsdien zijn Kaczyński en Wałęsa altijd verklaarde tegenstanders geweest.
Kaczyński was de eerste voorzitter van de Centrumalliantie en bleef deze functie vervullen tot 1998. Bij de verkiezingen van 1991 werd hij namens deze partij in de Sejm verkozen, maar verdween uit het parlement bij de verkiezingen van 1993, toen zijn partij op 4,4% van de stemmen bleef steken en de kiesdrempel niet haalde. In 1997 kwam hij terug in de Sejm, doch niet namens de alliantie Verkiezingsactie Solidariteit, waarvan zijn partij deel uitmaakte en waarvan hij zelf medeoprichter was, maar namens de Beweging voor de Wederopbouw van Polen (ROP) van oud-premier Jan Olszewski.

## Na 2000

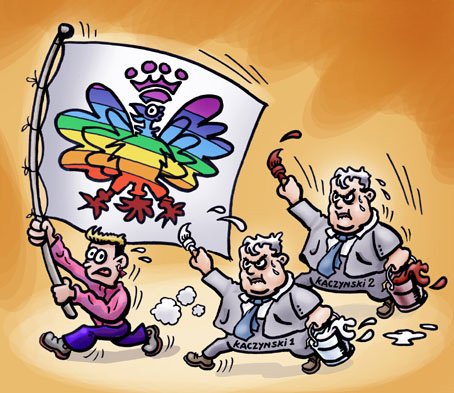
Cartoon over de door Lech Kaczyński verboden gay parade. De Kaczyński's vallen een regenboogvlag aan met daarop de adelaar uit het Poolse wapen.

In 2001 waren Jarosław Kaczyński en zijn broer Lech, die op dat moment minister van Justitie was en in tegenstelling tot Jarosław nooit eerder lid was geweest van een politieke partij, medeoprichters van de partij Recht en Rechtvaardigheid (Prawo i Sprawiedliwość, PiS). Bij de verkiezingen van 2001 behaalde deze partij 9,5% van de stemmen en 44 zetels. Jarosław werd fractievoorzitter en na de verkiezing van Lech tot burgemeester van Warschau in 2003 tevens partijvoorzitter.
Bij de verkiezingen van 25 september 2005 werd de PiS de grootste partij in de Sejm. Dit maakte Kaczyński tot een belangrijke kandidaat om de nieuwe premier van Polen te worden. Op dat moment echter was zijn tweelingbroer Lech een belangrijke kanshebber in de race om het presidentschap. Om de kansen van zijn broer op het presidentschap te verhogen zag hij daarom af van het premierschap en schoof hij zijn relatief onbekende partijgenoot Kazimierz Marcinkiewicz naar voren. Als leider en partijstrateeg van de PiS hield Jarosław de touwtjes stevig in handen. Hij liet de aangekondigde coalitie met de liberale partij Burgerplatform (Platforma Obywatelska, PO) afketsen en koos in plaats daarvan voor een minderheidsregering in het kader van een informeel samenwerkingsverband ("Stabiliteitspakt") van zijn partij met twee extremistische partijen, de links-populistische partij Samoobrona (Zelfverdediging) van Andrzej Lepper en de katholiek-nationalistische Liga van Poolse Gezinnen (Liga Polskich Rodzin, LPR) van Roman Giertych. Op 5 mei 2006 werd dit pact omgezet in een coalitieregering tussen de drie partijen. Aan het hoofd van deze nieuwe regering stond opnieuw Marcinkiewicz. Volgens sommigen was er sprake van een constructie, die in Polen wel "sturen vanaf de achterbank" wordt genoemd: een situatie waarin de premier feitelijk een marionet was, terwijl de werkelijke macht werd uitgeoefend door de leider van de grootste regeringspartij. Beide heren ontkenden dat, maar het is een feit dat Jarosław Kaczyński veel meer macht uitoefende dan in dergelijke situaties gebruikelijk is.
De verhoudingen tussen Kaczyński en Marcinkiewicz verslechterden snel. Marcinkiewicz was Kaczyński in populariteit inmiddels ver voorbijgestreefd en genoot nu de reputatie van het "verstandige gezicht" van het katholiek-conservatieve kamp. Gelijktijdig was hij zich onafhankelijker gaan opstellen, zodat hij feitelijk een buffer was geworden, die het land beschermde tegen een al te grote macht van de gebroeders Kaczyński. Op 23 juni benoemde Marcinkiewicz zonder hun toestemming Paweł Wojciechowski tot nieuwe minister van Financiën en kort daarop had hij een ontmoeting met de leider van het oppositionele Burgerplatform, Donald Tusk. Daarmee was voor Jarosław Kaczyński de maat vol: Marcinkiewicz moest aftreden. Op 7 juli kondigde Marcinkiewicz zijn aftreden aan als premier. Op 10 juli werd Jarosław Kaczyński benoemd tot zijn opvolger. Aldus werd de door sommigen voor onmogelijk gehouden situatie, waarin de twee hoogste ambten in de staat door een eeneiige tweeling worden gekleed, een feit.

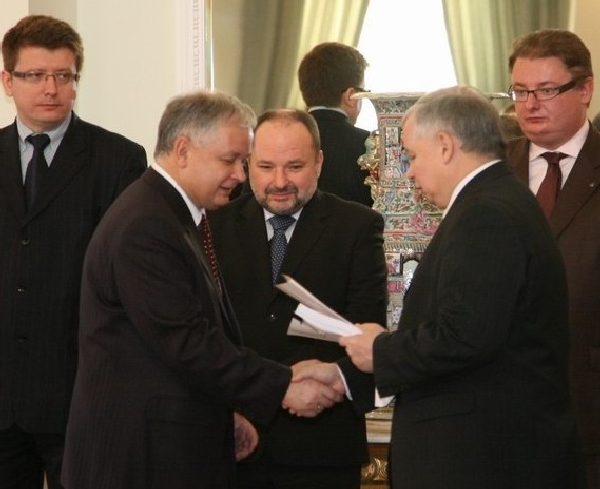
Jarosław Kaczyński dient bij president Lech Kaczyński zijn ontslag in als premier, 5 november 2007

De coalitie met de twee populistische partijen Samoobrona en Liga van Poolse Gezinnen bleek buitengewoon instabiel te zijn, maar hield - met vallen en opstaan - toch nog ongeveer een jaar lang stand. In de herfst van 2007 liet Jarosław Kaczyński vervroegde parlementsverkiezingen houden, in de hoop dat zijn partij daarmee een absolute meerderheid in het parlement zou halen. Hij werd echter verslagen door de oppositiepartij Burgerplatform. Op 9 november 2007 volgde Donald Tusk, de leider van deze partij, hem op als premier, terwijl Jarosław Kaczyński als PiS-voorzitter oppositieleider werd.
Op 10 april 2010 kwamen Lech Kaczyński, diens vrouw Maria en vele andere Poolse prominenten om het leven bij de vliegramp bij Smolensk. Volgens plan zou ook Jarosław zijn meegevlogen, maar op het laatste moment besloten de tweelingbroers dat een van hen beter bij hun ernstig zieke moeder kon blijven. Jarosław bleef thuis en ontsnapte zo ternauwernood aan de dood; zijn plaats in het vliegtuig werd ingenomen door oud-minister en partijgenoot Zbigniew Wassermann.

## Presidentskandidaat
Na de dood van president Lech Kaczyński werden de presidentsverkiezingen vervroegd van het najaar naar 20 juni 2010. Jarosław Kaczyński stelde zich kandidaat. Hij kreeg 36,46% in de eerste ronde en verloor de tweede ronde van Bronisław Komorowski met 47% tegen 53%.